# Magomet-Gasan Abusjev
Magomedgasan Abusjev, född den 10 november 1959, är en sovjetisk brottare som tog OS-guld i fjäderviktsbrottning i fristilsklassen 1980 i Moskva.